# Fången på Zenda (film, 1952)
Fången på Zenda (engelska: The Prisoner of Zenda) är en amerikansk äventyrsfilm från 1952 i regi av Richard Thorpe.

## Handling
En romantiserad intrig som utspelar sig i det fjärran germanska rövarlandet Ruritanien. Konungen av Ruritanien, Rudolf V, kidnappas strax före sin kröning och fängslas på Zenda. Kungens trogna hittar en dubbelgångare från England, Rudolf Rassendyll, som vid tillfället är på besök. Rassendyll övertalas att spela kungens roll vid kröningen vilket får oanade följder.

## Om filmen
Romanen Fången på Zenda av Anthony Hope publicerades första gången 1894. Den har filmatiserats ett flertal gånger; kanske mest känd är 1937 års version med Ronald Colman och David Niven.

## Rollista i urval
- Stewart Granger - Rudolf Rassendyll/Kung Rudolf V
- Deborah Kerr - Prinsessan Flavia
- James Mason - Rupert av Hentzau
- Louis Calhern - Överste Zapt
- Jane Greer - Antoinette de Mauban
- Lewis Stone - Kardinalen
- Robert Douglas - Michael, hertig av Strelsau